# Họ Cá voi mõm khoằm
Ziphiidae là một họ động vật có vú trong bộ Cetacea. Họ này được Gray miêu tả năm 1865.

## Phân loại
- Bộ Cá voi
- Phân bộ Odontoceti: cá voi có răng
  - Họ Ziphiidae
    - Phân họ Berardiinae
      - Chi †Archaeoziphius
      - Chi Berardius
        - Berardius arnuxii, Cá voi mõm khoằm Arnoux
        - Berardius bairdii, Cá voi mõm khoằm Baird

      - Chi †Microberardius

    - Phân họ Hyperoodontinae
      - Chi †Africanacetus
      - Chi Hyperoodon,
        - Hyperoodon ampullatus,
        - Hyperoodon planifrons,

      - Chi Indopacetus
        - Indopacetus pacificus,

      - Chi Mesoplodon,
        - Mesoplodon bidens,
        - Mesoplodon bowdoini,
        - Mesoplodon carlhubbsi,
        - Mesoplodon densirostris,
        - Mesoplodon europaeus,
        - Mesoplodon ginkgodens,
        - Mesoplodon grayi,
        - Mesoplodon hectori,
        - Mesoplodon layardii,
        - Mesoplodon mirus,
        - Mesoplodon peruvianus,
        - Mesoplodon perrini,
        - Mesoplodon stejnegeri
        - Mesoplodon traversii,

    - Phân họ Ziphiinae
      - Chi †Caviziphius
      - Chi †Izikoziphius
      - Chi Tasmacetus
        - Tasmacetus sheperdi,

      - Chi Ziphius
        - Ziphius cavirostris,

    - Phân họ Incertae sedis
      - Chi †Nenga
      - Chi †Pterocetus
      - Chi †Xhosacetus

## Hình ảnh

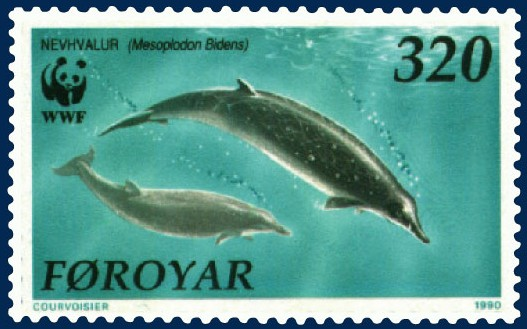
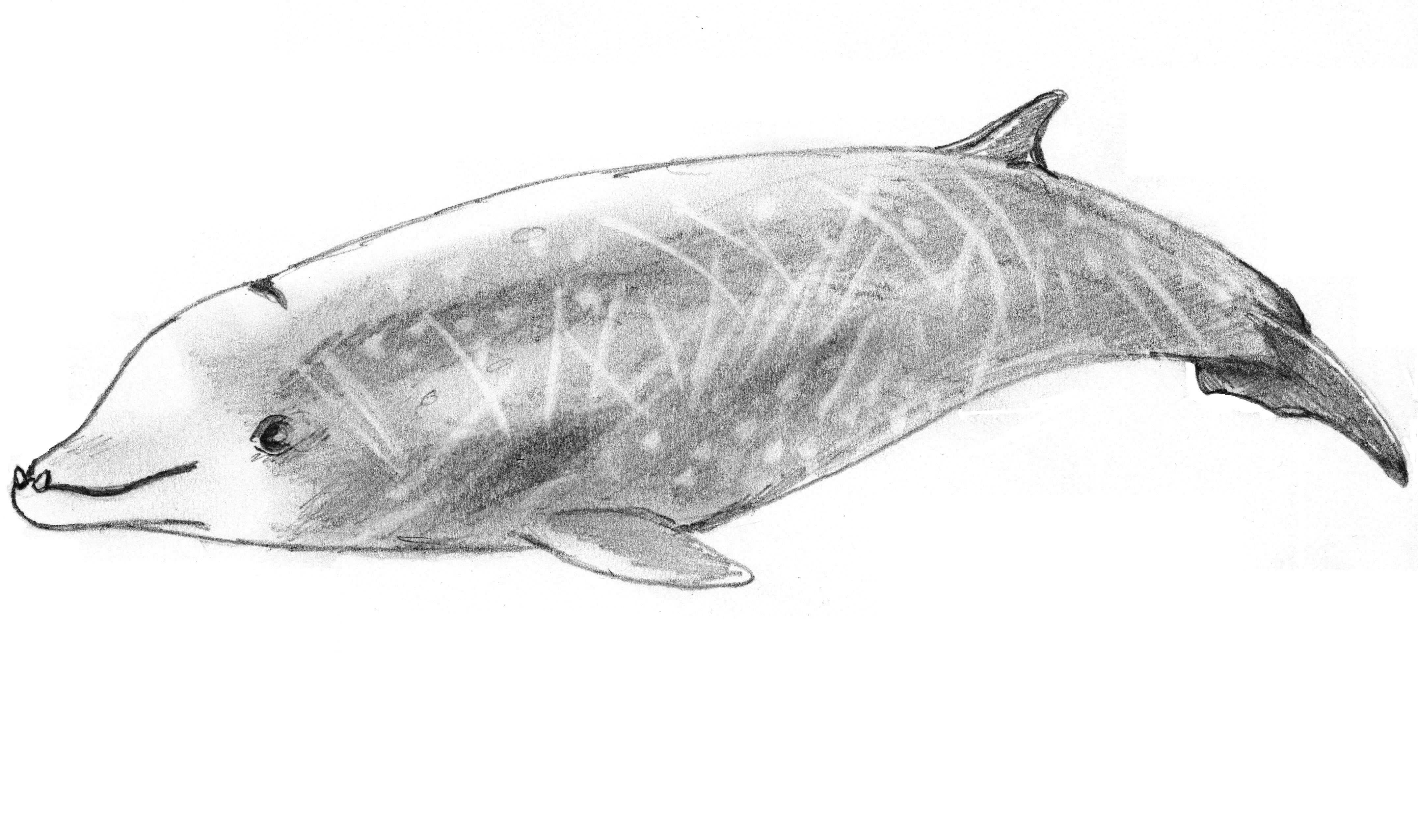
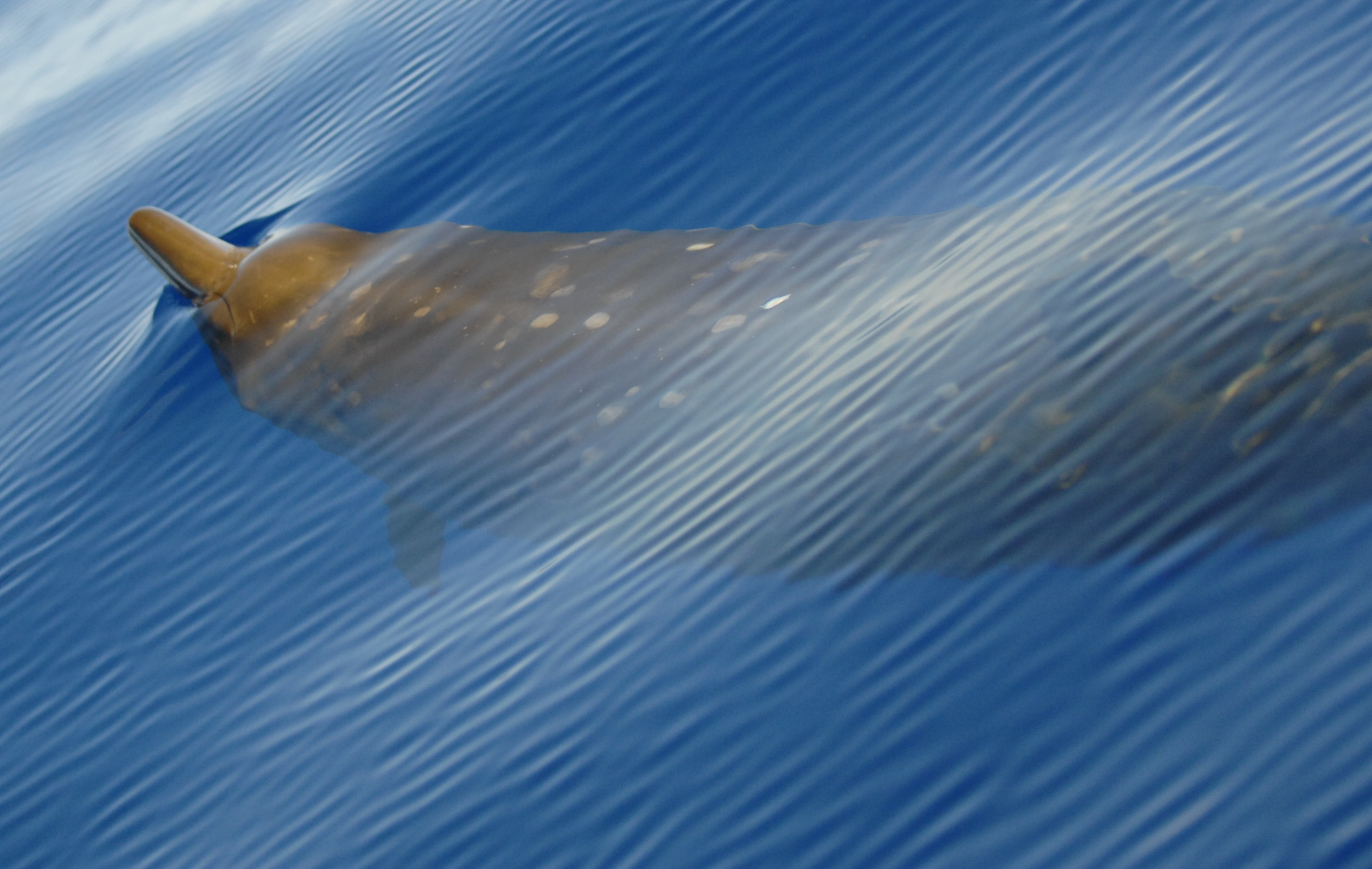